# František Bobek
František Bobek (26. března 1882, Vísky Římov – 10. února 1959, Lechovice) byl moravský učitel, spisovatel a sběratel lidových tradic.

## Životopis
František Bobek se narodil v roce 1882 cihláři Janu Bobkovi a Marii roz. Hruškové (1858–1942). Jeho sourozenci byli: Berta Straková (1884), Jan (1889–1944), Marie Moudrá (1893), Ludvík (1896–1918) a Karel (1898). Z Libuší Václavíkovou (1897–1975) měl dceru Libuši Hladíkovou (1924).
Vychodil obecnou školu v Čáslavicích a odmaturoval na gymnáziu v Třebíči, posléze pokračoval na učitelském ústavu v Poličce. Z důvodů, že byl výrazně pročeský a vlastenecký, tak působil zpočátku jako podučitel a vystřídal mnoho míst, kde se věnoval pedagogické činnosti. Po ukončení učitelského ústavu nastoupil do Zubří nedaleko Rožnova pod Radhoštěm, posléze učil v Rokytnici, Valašské Bystřici, Břeclavi, Vnorovech a Nenkovicích.
V roce 1914 narukoval do armády a dne 24. prosince téhož roku byl zraněn na frontě v Karpatech, uzdravil se a vrátil se zpět do bojů. V dubnu roku 1915 byl se spolubojovníky zajat a byl tři roky vězněn. Během věznění působil jako kuchař, dělník a dřevorubec. Postupně se však od spoluvězňů učil další jazyky, naučil se rusky, polsky, srbsky a maďarsky, z doby studia uměl německy, řecky a latinsky. V květnu roku 1917 se přidal k českým legiím, přidal se k 3. pluku Jana Žižky z Trocnova a posléze k 1. pluku Mistra Jana Husa. Posléze odešel s dalšími učiteli do Volyně, kde zakládali školy pro české krajany. V roce 1921 se dozvěděl o tom, že Československo se osamostatnilo a vrátil se s manželkou zpět do Československa.
Usadil se v Šanově, kde založil školu a následně odešel do Rudlic, kde působil jako správce školy a následně odešel do Horního Újezda, kde působil také jako správce školy. V roce 1930 odešel do důchodu a odstěhoval se do Znojma. Během druhé světové války žil v Brně, ale v roce 1946 se opět vrátil do Znojma. V roce 1950 byl donucen odejít ze Znojma, odešel do nedalekých Mašovic a v roce 1952 do Lechovic. V roce 1954 prodal svoji národopisnou sbírku Etnografickému muzeu v Brně. Zemřel v roce 1959 a byl pohřben ve Znojmě.

### Tvorba
Věnoval se sbírání národopisných materiálů z Valašska i dalších krajů, spolupracoval s Československým rozhlasem, vedl kroniku v Lechovicích, provázel znojemským muzeem a pomáhal inventarizovat muzejní archiv. Publikoval také v časopisech (jako např. Niva, Selský archiv, Besedy lidu, Opavský týdenník nebo Ozvěna), sepsal sbírku pohádek a pověstí z Valašska, psal také monografii o Valašské Bystřici. Přátelil se s Petrem Bezručem, Leošem Janáčkem, Jaroslavem Haškem, Romanem Havelkou, Janem Domínkem nebo Jožkou Úprkou.

## Dílo
- Na valašských horách: valašské pohádky a pověsti – Moravská Ostrava: Tomáš Pospíšil, 1909
- Nové dědečkovy pohádky – Telč: Jaroslav Hončík, 1920

- Janošík: pověst ze Slovenska – Brno: 1922
- Když vály větry: povídky o láskách – Kyjov: Karel Antoš, 1922
- Cigánova svatba a jiné povídky slovácké a valašské – Hradec Králové: František Šupka, 1924
- Pepř i paprika: slovácké humoresky a jiné – Hradec Králové: F. Šupka, 1931
- Maruška a dvanáct měsíců: pohádková hra se zpěvy a tanci o 3 jednáních – Brtnice: Josef Birnbaum, 1934